# Живаев, Алексей Алексеевич
Алексей Алексеевич Живаев (род. 5 декабря 1956 года, Кустанайская область, КазССР, СССР) — советский и российский художник-реставратор, академик Российской академии художеств (2021). Заслуженный художник Российской Федерации (2000).

## Биография
Родился 5 декабря 1956 года в Кустанайской области Казахской ССР, живёт и работает в Санкт-Петербурге.
В 1981 году окончил отделение живописи художественного училища имени К. А. Савицкого в г. Пенза.
В 1988 году окончил отделение монументально-декоративной живописи Харьковского художественно-промышленного института.
С 1989 по 1993 год учился и работал в творческой мастерской Российской академии художеств под руководством академика А. А. Мыльникова, Санкт-Петербург.
С 1994 года руководитель художественной мастерской региональной общественной организации «Православный центр Духовного Возрождения» в Санкт-Петербуре.
В 2007 году избран членом-корреспондентом, в 2021 году — академиком Российской академии художеств от отделения живописи.

## Творческая деятельность
Основные произведения:
- «Поле Куликово», 4800х8000; темпера (1988 г.)
- «Чудо св. Александра Невского при отпевании» 4200х3600; масло, (1999—2000 г.)
- «Иисус Христос, несомый ангелами», 9500х16000; масло, (2003—2004 гг.)
- Роспись алтарной конхи Знаменского кафедрального собора г. Курска
- «Воскрешение Лазаря», 400х1600; холст, масло.
- Храм святого преподобного Сергия Радонежского в Москве «Святая Троица», 8200х14000; масло, (2006 г.), росписи алтарной конхи «Омовение ног» 4000х9000; масло, «Евхаристия», 7200х1470, масло, (2011 г.),
- Роспись алтарной конхи Кафедрального собора Св. Праведного воина Феодора Ушакова г. Саранска,
- «Воскресение Христово» — фреска в технике КЕЙМ, 4600х4600х4950, в треугольной нише фасада надвратной церкви Входа Господня в Иерусалим Новоиерусалимского Воскресенского монастыря, г. Истра (2012 г.).

## Награды
- Заслуженный художник Российской Федерации (2000)
- диплом лауреата конкурса на «Лучшую реконструкцию, реставрацию и строительство зданий в историческом центре Москвы» от Правительства г. Москвы (2000)
- Медаль святого преподобного Серафима Саровского I-й степени (2004)
- Орден преподобного Андрея Рублёва III степени за работы по росписи Кафедрального собора Святого Праведного воина Феодора Ушакова г. Саранска (2011)